# لاهور طالباني
لاهور طالباني (بالكردية لاهور تاڵەبانی) (مواليد 1975) المعروف أيضًا باسم لاهور الشيخ جنكي طالباني هو الرئيس المشارك السابق الاتحاد الوطني الكردستانيوالمدير السابق لوكالة زانياري ، أحد جهازي استخبارات في إقليم كردستان العراق يعملان في إطار مجلس أمن إقليم كردستان ، والمدير السابق لمجموعة مكافحة الإرهاب.